# Renée C. Byer
Cet article possède un paronyme, voir Byers.
Renée C. Byer (née en 1958 à Yonkers, New York) est photojournaliste à The Sacramento Bee, où elle travaille depuis 2003.
Byer est une photojournaliste documentariste primée et productrice multimédia, mieux connue pour avoir donné une voix aux personnes défavorisées avec une profonde résonance émotionnelle et sensible. Elle a remporté un Prix Pulitzer en 2007 pour son reportage photo A Mother's Journey.
Byer a également été finaliste du Prix Pulitzer en 2013, « For her heartwarming photographs of a grandfather raising three grandchildren after the violent death of his daughter and the loss of his wife to cancer » (Pour ses photos faisant chaud au cœur d'un grand-père élevant ses trois petits-enfants après la mort violente de sa fille et la perte de sa femme, décédée d'un cancer).

## Jeunesse
Byer a d'abord été initiée à la photographie par son père, qui avait une chambre noire dans leur appartement dans le Bronx. Puis sa mère lui a donné 'Renée', son premier appareil photo, pour son 8e anniversaire, un Brownie Starmite II Kodak. Elle a étudié la photographie au lycée et a pris des photos pour l'annuaire. Elle est allée à l'Ulster County Community College pour étudier l'art et les sciences humaines. Elle est ensuite transférée à l'Université de Bradley à Peoria, et s'est spécialisée dans l'art et la communication de masse.

## Carrière
Renée Byer a travaillé pour différents journaux avant de commencer au Sacramento Bee comme photojournaliste documentariste.

### A Mother's Journey
À Mother's Journey (Le Parcours d'une mère), sa série photo qui lui a valu le Prix Pulitzer en Photographie de reportage en 2007, a été réalisée sur une année. Elle capte la relation entre une mère, Cyndie French, et son fils de 11 ans, Derek, qui luttait contre le neuroblastome, un type de cancer.

### Living on a Dollar a Day
Renée Byer a travaillé pendant quatre ans sur un projet de photographie nommé Living on a Dollar a Day (Vivre avec un dollar par jour). Elle a collaboré avec Thomas A. Nazario pour écrire le livre de renommée mondiale Living on a Dollar a Day: The Lives and Faces of the World’s Poor (Vivre avec un dollar par jour : Les vies et visages des pauvres du monde) en avril 2014. Ils ont voyagé sur quatre continents et dans dix pays différents pour l'organisation à but non lucratif The Forgotten International, afin de montrer la vie de femmes, d'enfants et de familles dans le monde vivant dans l'extrême pauvreté. Le livre a remporté la première place du livre documentaire de l'International Photography Awards en 2014, et un documentaire sur le projet a été publié en 2016, narré par Byer elle-même.
Le Dalaï Lama a écrit une préface pour le livre, où il écrit « Living on a Dollar a Day shows images of women, children and families in our global community who suffer every day from the effects of extreme poverty. Their stories tell us that they have the same hopes and dreams for themselves and for their children as anyone else in the world » (Living on a Dollar a Day montre les images de femmes, d'enfants et de familles dans notre communauté mondiale qui souffrent chaque jour des effets de l'extrême pauvreté. Leurs histoires nous racontent qu'ils ont les mêmes espoirs et rêves pour eux-mêmes et pour leurs enfants que n'importe qui dans le monde).
Le livre n'est pas seulement un témoignage sur la pauvreté mais vise également à mobiliser le lecteur avec une section à la fin de chaque chapitre intitulée 'Une façon de les aider'. Les lecteurs peuvent y trouver une liste de façons possibles d'aider ; complétée par les noms, adresses, numéros de téléphone et sites web des organisations.

## Prix

### Récompenses
- 2015 : 1re place du Best of Photojournalism, Nature and Environmental Picture Story décernée par la National Press Photographers Association[6]
- 2015 : 2e place des LensCulture Earth Awards, Documentary Series on electronic waste[7]
- 2007 : Prix Pulitzer, catégorie Photographie de reportage, pour “A Mother’s Journey”, The Sacramento Bee[8]
- 2007 : 1re place du World Understanding Award, Pictures of the Year International[9]
- 2007 : 2e place du Days Japan International Photojournalism Award[10]
- 2007 : Médaille Casey pour "Meritorious Journalism"[11]
- 2007 : mention honorable du Photo of the Year Award, The United Nations Children Emergency Fund[12]
- 2007 : prix d'Excellence, catégorie Photographie de reportage, Pictures of the Year International[13]

### Nominations
- 2015 : finaliste du World Understanding Award, Pictures of the Year International[14]
- 2015 :  finaliste du Scripps Howard Photojournalism Award[15]
- 2013 : finaliste au Prix Pulitzer, catégorie Photographie de reportage[16]

## Publications
- (en) A Mother’s Journey and Selected Photographs, New Paltz, Samuel Dorsky Museum of Ar, 2010
- (en) Thomas Nazario, Living on a Dollar a Day : The Lives and Faces of the World’s Poor, The Quantuck Press, 2014